# Lluís Ferran Pérez Seguí
Lluís Ferran Pérez Seguí (Alacant, 27 de novembre de 1936 - Calonge i Sant Antoni, 14 de juliol de 2020) fou un jugador d'hoquei sobre patins i publicista català.
Començà la seva trajectòria esportiva amb catorze anys al Club Creu Roja, fins que amb setze anys passà a formar part de la secció juvenil del Futbol Club Barcelona, des del qual, posteriorment, passà al Cercle Barcelonista i al Club Sagrada Família de Terrassa. El 1957 tornà al FCB. En el club blaugrana hi estigué cinc anys alternant el primer equip amb el reserva. El 1958 guanyà un Campionat d'Espanya i el 1960 el Campionat de Catalunya. Després jugà en el Club Esportiu Laietà, el Club Patí Vic i una altra vegada al Club Sagrada Família de Terrassa, oficialment SFERIC Terrassa. El 1993 va ser nomenat director comercial d'El Mundo Deportivo. Va formar part de la Junta de govern del Col·legi de Publicitaris i Relacions Públiques de Catalunya des dels anys noranta.
L'any 2003 s'incorporà a la companyia com a Publipress Media, la central de vendes publicitàries del Grup Godó, exercint de director de publicitat de La Vanguardia substituint a David Conill en el càrrec. Va estar casat amb la patinadora i tennista Maria Mercè Guix Genobart, fins a la seva mort el gener del 2020.